# Le Premier Rebelle
Pour plus de détails, voir Fiche technique et Distribution.
Le Premier Rebelle (titre orioginal : Allegheny Uprising) est un film américain réalisé par William A. Seiter, sorti en 1939.

## Synopsis
En préambule du film, est affiché le texte suivant :
« Seize ans avant la Révolution, dans une vallée de Pennsylvanie, un groupe de colons anglais firent parler les armes au nom de la liberté. Ceci est l'histoire de James Smith (en) et de ses "Black Boys (en)", un chapitre oublié de l'Histoire des Monts Allegheny ».
James Smith et le "Professeur" reviennent du Québec où ils étaient retenus en captivité depuis plusieurs années. En compagnie de leur ami McDougall, ils retournent dans leur vallée de Pennsylvanie, où ils découvrent que des marchands en provenance de Philadelphie, avec à leur tête Callendar, vendent aux Indiens du rhum et des armes, contrairement aux interdits royaux. Smith se rend chez le gouverneur pour lui demander de réagir, mais les contrebandiers ne l'entendent pas ainsi.

## Fiche technique
- Titre original : Allegheny Uprising
- Titre français : Le Premier Rebelle
- Titre anglais : The First Rebel
- Réalisation : William A. Seiter
- Scénario : P. J. Wolfson, tiré du roman The First Rebel de Neil H. Swanson
- Direction artistique : Van Nest Polglase, Albert S. D'Agostino
- Décors : Darrell Silvera
- Costumes : Walter Plunkett (Robes de Claire Trevor)
- Photographie : Nicholas Musuraca
- Son : Earl A. Wolcott
- Montage : George Crone
- Musique : Anthony Collins
- Chorégraphie : David Robel
- Lieux de tournage : Lac Sherwood et Forêt de Sherwood (Californie) ; Pittsburgh (Pennsylvanie)
- Production : P. J. Wolfson
- Société de production : RKO Radio Pictures
- Société de distribution : RKO Radio Pictures
- Pays de production :  États-Unis
- Langue originale : anglais
- Format : noir et blanc — 35 mm — 1,37:1 — son Mono (RCA Victor System)
- Genre : aventure historique
- Durée : 81 minutes.
- Dates de sortie : 
  - États-Unis : 10 novembre 1939
  - France : 29 mars 1940
- Visa d'exploitation N° 5538

## Distribution
- Claire Trevor :  Janie MacDougall
- John Wayne (VF : Raymond Loyer) : James Smith
- George Sanders :  Capitaine Swanson
- Brian Donlevy :  Ralph Callendar
- Wilfrid Lawson : 'Mac' MacDougall
- Robert Barrat :  Magistrat Duncan
- John P. Hamilton : Le professeur
- Moroni Olsen :  Tom Calhoon
- Ian Wolfe : M. Poole
- Eddie Quillan :  Will Anderson
- Chill Wills : John M'Cammon
- Monte Montague : Magistrat Morris
- Clay Clement : John Penn

Acteurs non crédités
- Noble Johnson : Un indien captif
- Tom London : Un colon au moulin de MacDougall
- Charles Middleton : Docteur Stoke
- Bud Osborne : Un des "Black Boys"